# Coby Lankester
Coby Lankester (Amsterdam, 18 februari 1918 - 18 oktober 2002) was een Nederlands componiste en pianiste.

## Levensloop
Lankester studeerde van 1932 tot 1936 piano bij Ulfert Schults en Jan Odé, harmonie bij Hendrik Andriessen en Jan Elderhof aan het Conservatorium van Amsterdam. Verder studeerde zij compositie bij Sem Dresden.
Lankester had een groot improvisatietalent en zij werd al gedurende haar studies gevraagd om balletlessen te begeleiden. Zij had een affiniteit voor ballet en ontwikkelde haar eigen stijl voor de begeleiding van het danstheater. Dit voerde tot opdrachten voor balletmuziek, eerst in 1934 van de danseres Els Keezer. In 1944 raakte zij bekend met Hans Snoek, de danseres, danspedagoge en oprichtster van het Rotterdamse dansgezelschap Scapino Ballet. Het ontstond een zeer intensieve artistieke samenwerking tot 1970.
In 1949 werd zij vaste begeleidster aan de Academie voor Lichamelijke Opvoeding (A.L.O.) in Amsterdam; in 1956 werd zij benoemd tot docente voor "Muziek en beweging" aan de A.O.L.. Deze functie vervulde zij tot 1982, toen zij met pensioen ging.
Als componiste schreef zij voornamelijk voor haar instrument, het piano. Op advies van dirigent Anton Kersjes en de muziekuitgever Jan Molenaar bewerkte zij een aantal van haar balletwerken tot afgeronde pianostukken. In 1992 ontving zij de International Golden Rose Award.

## Composities

### Werken voor harmonieorkest
- 1985 Les Papillons, suite de ballet[3] - bewerkt door Johan de Meij
  1. Petit-blanc du Chou
  2. La Belle Dame
  3. Paon de Nuit
  4. Le Satyre
  5. Le Grand porte-queue
- 1992 Ballet Dreams - bewerkt door Marcel Peeters
  1. At the Theatre
  2. Exercises at the Bar
  3. A Moment to Relax
  4. The Injury
  5. Silent Grief
  6. The Physicians
  7. The Little Devils
  8. Step by Step
  9. Final Dance
- Big City and Country Side - bewerkt door Marcel Peeters
- Voyages - bewerkt door Marcel Peeters

### Werken voor piano
- 1948 Eenvoudige pianomuziek voor rhythmische gymnastiek
- 1984 Ballet Music (1950-1965)
- Sonatine in G majeur

## Publicaties
- Muziek en beweging - enkele aspecten van de muziekbegeleiding bij het onderwijs in de ritmische gymnastiek, met medewerking van Job Labrie (oefenvormen) en Peter Spronk (tekeningen) Groningen: Wolters-Noordhoff, 1977. 163 p., ISBN 978-9-001-52912-3